# James Gibb
James Gibb (* 11. Dezember 1853 in Marholm (Northamptonshire); † 14. April 1930 in Southwold) war ein englischer Ingenieur und Geschäftsmann. Er führte den Tischtennisball aus Zelluloid in Europa ein.

## Werdegang
James Gibb war in den 1870er Jahren sportlich als Leichtathlet aktiv. Von 1874 bis 1878 gewann er mehrere Rennen über fünf und zehn Meilen und stellte hierbei auch neue Rekorde auf. 1875 veröffentlichte er die ersten Spielregeln für das damals genannte Raum-Tennis oder auch Rasentennis. 1880 gehörte er zu den Mitgründern des englischen Leichtathletik-Dachverbandes Amateur Athletic Association. 
Im gleichen Jahr schloss er sich der Londoner Firma Baines & Tait an, die sich daraufhin in Baines, Tait & Gibb umbenannte. Ab 1881 firmierte sie unter James Gibb & Co. Auf eine seiner Firmenreisen nach Amerika entdeckte er den Zelluloidball, den er als brauchbar für Tischtennis erkannte und deshalb nach Europa mitbrachte. Der Zeitpunkt dieser Entdeckung ist nicht zweifelsfrei geklärt: Aus Schiffspapieren ist ersichtlich, dass er sowohl im November 1887 als auch im November 1890 Amerika besuchte. Oft wird letztere Reise und somit das Jahr 1891 als die Einführung des bunten Zelluloidballs in England genannt. Er ersetzte die bis dahin gebräuchlichen Korken oder Gummibälle. Allerdings erreichte der Ball nicht die spätere Qualität: Er bestand aus zwei Hälften, die sich überlappten.
1912 ging James Gibb in den Ruhestand. Er starb 1930 nach langer Krankheit.

## Behauptete Leistungen im Bereich Tischtennis
Es gibt einige Behauptungen, was James Gibb alles geleistet haben soll bzw. wofür er verantwortlich sein soll, welche aber zumindest umstritten sind.
Gemäß Zeitungsmeldungen in The Times vom 15. April 1930 sowie Isle of Wight Mercury vom 18. und 25. April 1930 war Gibb der Namensgeber und Erfinder des Ping-Pong-Spieles. Diese These vertritt auch der damalige Präsident des Tischtennisweltverbandes ITTF Ivor Montagu in seinem 1936 erschienenen Buch Table Tennis. Allerdings gab es in dieser Zeit – in den 1870er Jahren – noch andere Personen, die das damalige Rasentennis in Richtung Ping-Pong bzw. zum heutigen Tischtennis weiter entwickelten, etwa Harry Gem aus Leamington. Auch Walter Clopton Wingfield patentierte 1874 ein ähnliches Spiel.
Ebenso wird bezweifelt, ob James Gibb tatsächlich den Namen Ping-Pong erfand. Denn nicht er, sondern die Firma Hamley Brothers ließ sich am 6. August 1901 diesen Begriff patentieren.

## Privat
James Gibb hatte noch vier ältere Geschwister. 1886 heiratete er Kate Lucia Clarke († 16. Juni 1953).